# Споменик победи народа Славоније
|  | Овај чланак је део чланка о Споменицима посвећеним Народноослободилачкој борби 1941—1945. |

Споменик победи револуције народа Славоније (познат и под именом Споменик народу хероју Славоније) био је монументалан споменик на брду Блажуј код села Каменска на падинама Папука, рад вајара Војина Бакића. Свечано је отворен 1968. године. То је била највећа апстрактна скулптура на свету. Године 1992. срушили су га припадници Хрватске војске.

## Историјска позадина
Устаничка активност у Славонији почела је ускоро након доласка немачких окупационих снага и успоставе Независне Државе Хрватске. Усташе су по доласку на власт почеле са прогоном комуниста и масакрирањем српског становништва, што је многе присилило да побегну од домова и склоне се у брда. Припреме за почетак оружаног устанка извршили су Раде Кончар, Павле Грегорић и Карло Мразовић. Најјача партизанска активност била је на подручју планина Папук, Псуњ, Диљ и Крндија. У марту и априлу 1943. године, немачке и усташко-домобранске снаге покренуле су тзв. Псуњско-папучку операцију с циљем да се униште партизани који су дјествовали на том подручју. Крај офанзиве обележила је битка код Шушњара у којој су партизани победили и заробили Славонски домобрански здруг од 650 војника. Славонија је ослобођена током априла 1945, након пробоја Сремског фронта.

## Рад на споменику
Крајем 1957. године био је расписан конкурс за остварење споменика на брду Блажуј код села Каменска на Папуку. Прву награду за споменик освојио је вајар Војин Бакић, који је након тога кренуо са остваривањем скулптуре у сарадњи са пејзажном архитектицом Иваном Сајсл и њезиним супругом, академиком и професором Јосипом Сајслом. Споменик је коначно довршен 1968. године, након десет година планирања и рада.
Споменик је био израђен од нерђајућег челика и био висок 30 метара. О монументалности споменика сведочи и то да су за његову израду били ангажовани експерти војне фабрике „Крушик“ из Ваљева, који су отпорност и чврстину челика испитивали у посебним тунелима у којима се испитују крила за авионску индустрију. Тако је споменик могао одолевати свим временским непогодама без опасности од рушења.
Споменик је подигнут у част 25. годишњице оснивања Шестог славонског корпуса, а свечано га је открио председник СФРЈ, Јосип Броз Тито, 9. новембра 1968. године у присуству мноштва грађана из целе земље, а посебно бораца овог корпуса, многих пријатеља и уметника.

## Дизајн
Сам споменик представљао је стилизована крила у разлистаној форми, која пружају отпор свим ветровима и забораву на антифашистичку борбу. Сјај нерђајућег челика симболисао је победу и полет живота, односно тријумф над смрћу и поразом. Бакић је ефектом преливања волумена постигао истовремено упијање и одбијање светла, што је челичном споменику давало живост и пружало утисак незаустављиве снаге.

## Рушење споменика
Током распада Југославије 1991. године, посебно су се на „листи“ рушења споменика нашла дела Војина Бакића, који је био српског порекла. Године 1992. десио се невиђени културоцид када је према виђењу очевидаца командант 123. бригаде Хрватске војске, бојник Миљенко Црњац, 21. фебруара наредио рушење споменика. Споменик је у потпуности срушен тек након деветог покушаја минирања. Заваравање јавности настављено је преко медија, па су ширене лажи тадашње ликовне критичарке Весне Кусин да су споменик срушили „четници“ или да га је оборило јако невреме.
Споменик још увек чека обнову и иако је покренута обнова неких познатијих Бакићевих дела, за ово ће дело требати много времена да се почне с његовом обновом првенствено због релативно великих материјалних трошкова и сложене конструкције.

## Иницијативе за обнову споменика
Августа 2011. године, у Хрватској је покренут „Апел за обнову седам капиталних споменика НОБ-у“, међу које ће можда да се уврсти и Споменик победи народа Славоније.
Поводом тридесете годишњице рушења споменика, под организацијом и спонзорством Српског народног вијећа покренут је пројекат „Тишина која је срушила споменик” чији је циљ да се кроз умјетничку инсталацију проширене реалности уметника Сандра Ђукића на месту срушеног споменика с идејом његове реконструкције, скрене пажња на то велебно дело.
Тим поводом у суботу 30. септембра 2023. у Каменској код Пожеге, одржан је мултимедијални догађај посвећен Војину Бакићу и његовој скулптури „Споменик победе народа Славоније”. На локацији некадашњег споменика постављена је мултимедијална инсталација Сандра Ђукића „Тишина која је срушила споменик”, уз пратећи музички програм.